# Grand Prix Chorwacji na żużlu
Grand Prix Chorwacji w sporcie żużlowym to zawody z cyklu żużlowego Grand Prix.
Pierwsze zawody o GP Chorwacji odbyły się 29 sierpnia 2010 roku w miejscowości Goričan i były pierwszymi w historii Grand Prix, które zostały rozegrane na Bałkanach. Wygrał je Amerykanin Greg Hancock. Drugi turniej miał miejsce rok później tamże, triumfował w nim Szwed Andreas Jonsson. Kolejny turniej odbył się rok później, po czym GP Chorwacji zostało usunięte z kalendarza. Zawody powróciły do cyklu po dziesięciu latach, podczas  Grand Prix 2022. W inaugurujących cykl zawodach zwyciężył Bartosz Zmarzlik.

## Podium
| Sezon | Nr tur.          | Miejsce | Stadion           |                  |                 |                  |
| 2010  | 1. (130.) wyniki | Goričan | Stadion Millenium | Greg Hancock     | Chris Harris    | Jason Crump      |
| 2011  | 2. (143.) wyniki | Goričan | Stadion Millenium | Andreas Jonsson  | Chris Harris    | Fredrik Lindgren |
| 2012  | 3. (151.) wyniki | Goričan | Stadion Millenium | Nicki Pedersen   | Andreas Jonsson | Tomasz Gollob    |
| 2022  | 4. (255.) wyniki | Goričan | Stadion Millenium | Bartosz Zmarzlik | Maciej Janowski | Mikkel Michelsen |
| 2023  | 5. (265.) wyniki | Goričan | Stadion Millenium | Bartosz Zmarzlik | Robert Lambert  | Fredrik Lindgren |
| 2024  | 6. (275.) wyniki | Goričan | Stadion Millenium | Jack Holder      | Jason Doyle     | Fredrik Lindgren |

- Zwycięzcy

2x - Bartosz Zmarzlik
1x - Greg Hancock, Andreas Jonsson, Nicki Pedersen, Jack Holder
- Finaliści

4x - Fredrik Lindgren
3x - Bartosz Zmarzlik
2x - Greg Hancock, Chris Harris, Andreas Jonsson, Jason Doyle
1x - Nicki Pedersen, Tomasz Gollob, Jurica Pavlic, Maciej Janowski, Mikkel Michelsen, Anders Thomsen, Robert Lambert